# Вервековка
Вервековка — село в Богучарском районе Воронежской области.
Входит в состав Поповского сельского поселения.

## Население
| 2000 | 2005 | 2010 |
| ---- | ---- | ---- |
| 495  | ↘486 | ↗499 |

## География

### Улицы
- ул. Нагорная,
- ул. Пролетарская.